# (1621) Druzhba
(1621) Druzhba es un asteroide perteneciente al cinturón de asteroides descubierto el 1 de octubre de 1926 por Serguéi Ivánovich Beliavski desde el observatorio de Simeiz en Crimea.
Es la palabra rusa para amigo.